# Conus guinaicus
Conus guinaicus é uma espécie de gastrópode do gênero Conus, pertencente à família Conidae.

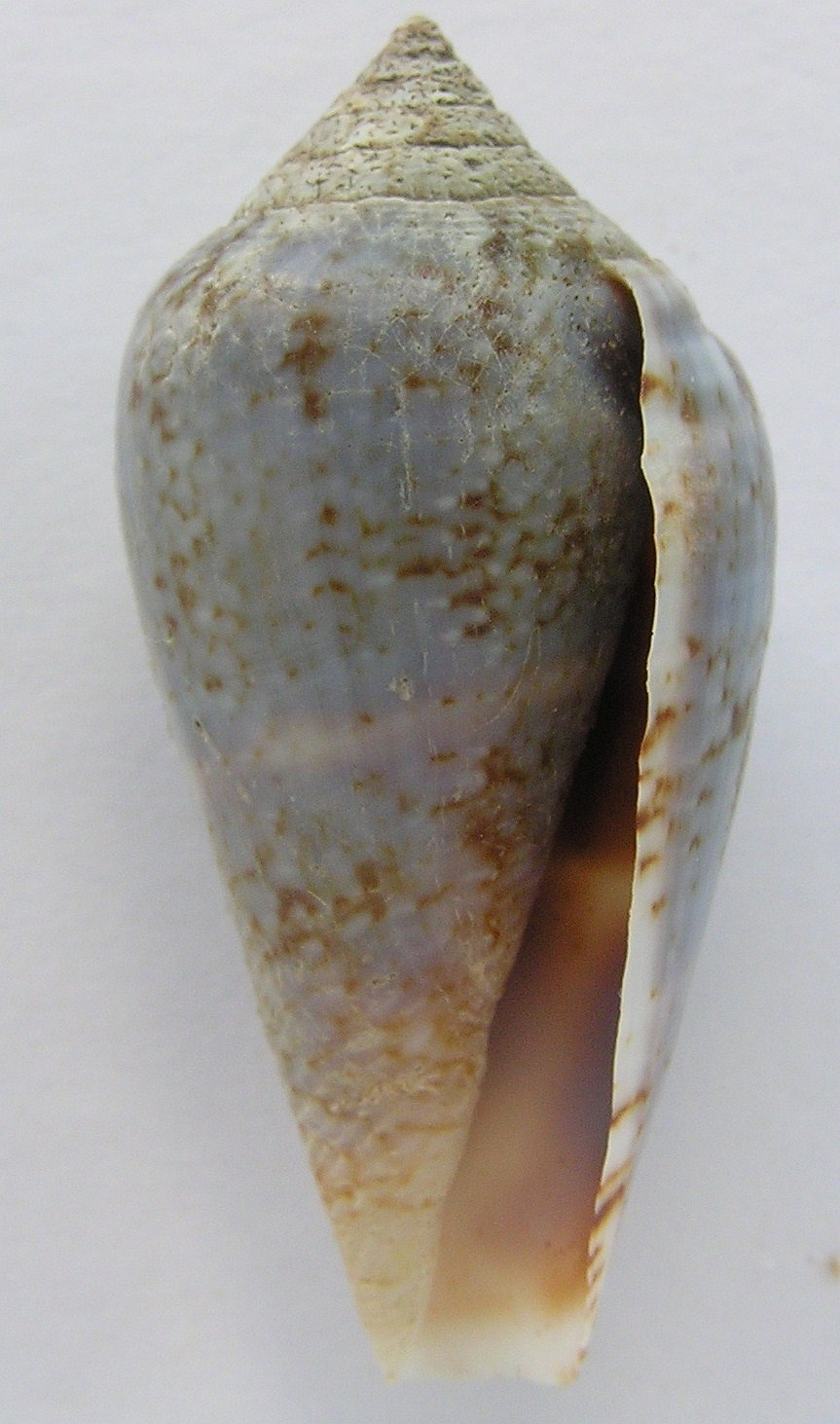
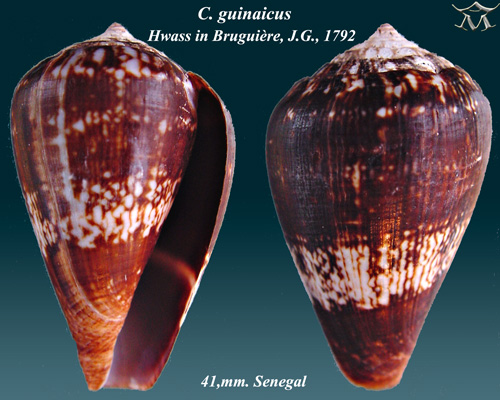
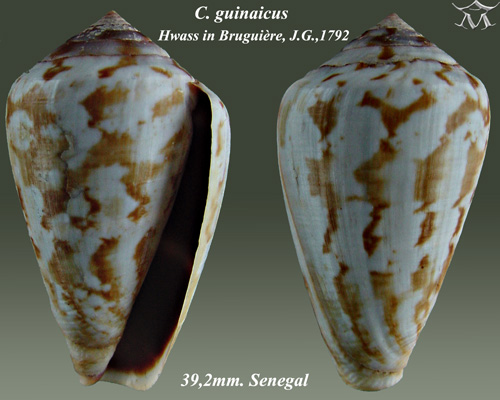
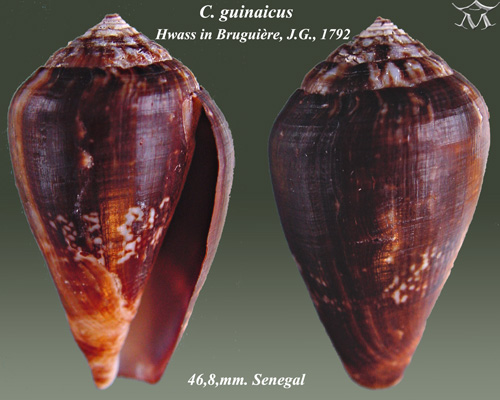